# Vince Vieluf
Vince Vieluf (* 10. November 1970 in Joliet, Illinois) ist ein US-amerikanischer Schauspieler.

## Leben und Karriere
Vieluf wurde in Joliet geboren und verbrachte den Großteil seiner Jugend in Portland. Seinen ersten Auftritt vor der Kamera hatte Vieluf 1997 in Fernsehfilm Deep Running – Flucht zu zweit. Im gleichen Jahr folgte sein Kinodebüt an der Seite von Tom Everett Scott und Julie Delpy in American Werewolf in Paris. 1998 spielte Vieluf den Deputy Barney in Clay Pigeons – Lebende Ziele mit Joaquin Phoenix und Vince Vaughn. 2001 war er in der Komödie Rat Race – Der nackte Wahnsinn zu sehen. 2006 spielte Vince Vieluf zusammen mit Harrison Ford und Paul Bettany in Firewall und hatte 2007 einen Auftritt in der Parodie Fantastic Movie. In der Sitcom Love, Inc. war Vieluf in der Rolle des Barry zu sehen. Er trat außerdem in diversen Episoden in Emergency Room – Die Notaufnahme, Friends, CSI: Vegas und CSI: Miami auf.

## Filmografie (Auswahl)
- 1997: Deep Running – Flucht zu zweit (On the Edge of Innocence) (Fernsehfilm)
- 1997: American Werewolf in Paris (An American Werewolf in Paris)
- 1998: Clay Pigeons – Lebende Ziele (Clay Pigeons)
- 1998: Emergency Room – Die Notaufnahme (ER) (Fernsehserie, drei Episoden)
- 2000: Dropping Out
- 2000: Everything Put Together
- 2001: Rat Race – Der nackte Wahnsinn (Rat Race)
- 2001: Friends (Fernsehserie, Episode 7x18)
- 2002: Four Reasons
- 2003: Almost Legal – Echte Jungs machen’s selbst (National Lampoon's Barely Legal)
- 2003: Grind – Sex, Boards & Rock’n’Roll (Grind)
- 2003–2009: CSI: Vegas (CSI: Crime Scene Investigation) (Fernsehserie, drei Episoden)
- 2004: Death Valley (Mojave)
- 2005: Kleine weiße Wunder (Snow Wonder) (Fernsehfilm)
- 2005–2006: Love, Inc. (Fernsehserie, 22 Episoden)
- 2006: Firewall
- 2007: Fantastic Movie (Epic Movie)
- 2007: CSI: Miami (Fernsehserie, Episode 6x02)
- 2009: The Immaculate Conception of Little Dizzle
- 2010: Hysteria